# چارلی مک‌گتیگان
چارلی مک‌گتیگان (به انگلیسی: Charlie McGettigan) (زاده ۷ دسامبر ۱۹۵۰) خوانندهٔ ایرلندی بود.
او در سال ۱۹۹۴ در مسابقه یوروویژن به همراه پل هارینگتون شرکت کرد و برنده شد.